# Pietro Antonio Zorzi
Pietro Antonio Zorzi (ur. 7 listopada 1745 w Novigradzie w Dalmacji, zm. 17 grudnia 1803 w Udine) – włoski duchowny katolicki, kardynał, arcybiskup Udine, członek Zgromadzenia Ojców Somasków.

## Życiorys
W 1764 wstąpił do zakonu Somasków. Święcenia kapłańskie przyjął 17 grudnia 1768 w Weronie. 3 kwietnia 1786 został wybrany biskupem Cenedy. Sakrę przyjął 17 kwietnia 1786 w Rzymie z rąk kardynała Carlo Rezzonico (współkonsekratorami byli arcybiskupi Nicola Buschi i Pietro Luigi Gelletti). 24 września 1792 objął stolicę metropolitalną Udine, na której pozostał już do śmierci. 17 stycznia 1803 Pius VII wyniósł go do godności kardynalskiej.